# オーエンズ湖
オーエンズ湖（Owens Lake）は、カリフォルニア州東部のインヨー郡にある、ほとんど干上がった湖。シエラネバダ山脈の東のオーエンズバレーにあり、オーエンズ川の終端部にあたる。カリフォルニア州ローン・パインの南およそ8キロメートルの場所に位置している。ベイスン・アンド・レンジにある多くの干上がった湖は数千年かけて干上がったものであるのに対し、それらとは異なりオーエンズ湖は近年まで多くの水で満たされていたが、1913年にオーエンズ川の水がロサンゼルス上水路へと送られるようになったことで1926年には湖は干上がってしまった。現在はオーエンズ川の流れはいくらか回復させられ、湖にも水がたまるようになっている。

## 歴史
最後の氷期の終わりからの気候変化により、最低でも現在の2倍の面積を持ち深さも76.2メートル以上あった湖は、深さ9・1メートル幅16.1キロメートル長さ24.1メートルまで、ゆっくりとその大きさを減じた。
しかし、1913年にロサンゼルス水道電力局によってオーエンズ湖に注ぐ水はロサンゼルス上水路へ送られるようになり、湖の水量は急速に減少し始めた。湖が干上がったため、キーラーでのソーダ処理は比較的安価な化学的手法からより高価な物理的手法に変更を余儀なくされた。ナチュラル・ソーダ・プロダクツ社はロサンゼルス市を訴え、15万ドルを得て新たなプラントを建設した。そのプラントは建設後すぐに焼失したが、会社は1920年代に干上がった湖底にそれを再建した。
1937年冬は非常に雨が多かったため、ロサンゼルス水道電力局は水を湖へ流し、ソーダプラントは水没した。そのため裁判所はロサンゼルス市に対し15万4000ドルの支払いを命じた。1941年に州最高裁判所への上訴が退けられると、ロサンゼルス水道電力局は洪水調節のためのロングヴァレーダムを建設した。